# Harish Shankar
Harish Shankar (Penang, 1984) es un director de orquesta malasio-alemán. 

## Vida
Harish Shankar nació en Penang (Malasia). Estudió piano en la clase de Konstanze Eickhorst en la escuela superior de música de Lubeca y posteriormente dirección de orquestas bajo la orientación de Eiji Oue (escuela superior de música, teatro y media de Hanóver) y Gunter Kahlert (escuela superior de música Franz Liszt Weimar). Antes de su maestría en dirección, se desempeñó durante el año 2011 como director principal de la "Orquesta de Barro" en Trujillo, Perú. 
De 2013 a 2016, Shankar dirigió el Harvestehuder Sinfonieorchester de Hamburgo y también fue "Junior Fellow in Conducting" en el Royal Northern College of Music de Manchester desde 2014/2015. En 2016/2017 fue Resident Conductor de la Orquesta Filarmónica de Malasia y luego en 2017/2018 primer maestro de capilla en el Teatro de Vorpommern. 
Fue ganador del tercer premio en el Concurso Internacional de Dirección Jorma Panula 2015 en Vaasa, Finlandia.
Trabaja desde 2024 como maestro titular en la Ópera de Schleswig-Holstein.

## Enlaces web
- Sitio web
- Retrato Biografía en el sitio web de la Ópera de Schleswig-Holstein.